# اشرف شتات
اشرف شتات (انگلیسی: Ashraf Shatat؛ زادهٔ ۱۳ ژانویهٔ ۱۹۸۰) بازیکن فوتبال اهل اردن بود.
از باشگاه‌هایی که در آن بازی کرده است می‌توان به باشگاه فوتبال الجزیره (امان) و باشگاه ورزشی الوحدات اشاره کرد.
وی همچنین در تیم ملی فوتبال اردن بازی کرده است.